# بارك جونغ-سن
بارك جونغ-سن هو سياسي كوري جنوبي، ولد في 10 ديسمبر 1928.